# Gabriel Batistuta
Gabriel Omar Batistuta (Avellaneda, Provincia de Santa Fe, 1 de febrero de 1969) es un exfutbolista argentino. Fue considerado como uno de los mejores delanteros durante los años 90 y principios del siglo XXI, debido a su eficacia de cara al arco gracias a sus potentes disparos que llegaban a alcanzar hasta los 106 km/h. En 2022 la revista Guerin Sportivo lo eligió como el mejor jugador del mundo, en 1998 ocupó el segundo lugar en el Premio RSS al mejor futbolista del año, y en 1999, fue elegido último en la votación del Jugador Mundial de la FIFA. Es considerado actualmente como uno de los mejores jugadores argentinos de la historia. 
Después de formarse futbolísticamente y debutar con Newell's Old Boys a los 19 años en 1988, Batistuta pasaría a jugar para River Plate, y luego para sus históricos rivales, Boca Juniors, en 1991. Gracias a la dirección técnica de Oscar Tabárez y su dupla en ataque con Diego Latorre, Batistuta pasaría a convertirse en uno de los mejores delanteros del mundo tras la obtención del Clausura 1991 y su fichaje por la Fiorentina, donde pasaría la mayor parte de su carrera; es su máximo goleador histórico en la Serie A, con 207 goles. Cuando Fiorentina descendió a la Serie B en 1993, Batistuta se quedó en el equipo para ayudarlos a volver a la máxima división al año siguiente; en reconocimiento a sus éxitos con el club, los hinchas le fundaron una estatua en 1996. A pesar de ganar la Copa Italia y la Supercopa Italiana, nunca pudo ganar la Serie A con Fiorentina, hasta su fichaje por la Roma en 2000 por 36 millones de euros (el fichaje más caro hecho por un jugador mayor a 30 años, hasta el traspaso de Cristiano Ronaldo a la Juventus en 2018), donde ganó la Serie A 2000-01. Después de un préstamo al Inter de Milán en 2003, Batistuta jugaría sus últimas dos temporadas en Catar con el Al-Arabi hasta su retiro en 2005.
Ha sido internacional con la Selección Argentina en un periodo comprendido entre 1991 y 2002. En ese lapso jugó 77 partidos oficiales y marcó 54 goles, lo que representa un promedio de 67% anotaciones por encuentro. Con la albiceleste fue campeón en dos Copas América (1991 y 1993), una Copa FIFA Confederaciones (1992) y una Copa de Campeones Conmebol-UEFA (1993). Hasta el 21 de junio de 2016 fue el máximo goleador de la historia de su seleccionado. Ese récord fue superado por Lionel Messi en el partido semifinal de la Copa América 2016, que con su gol de tiro libre llegó a los 55 goles con la camiseta albiceleste. Es el noveno goleador en la historia de la Copa Mundial de Fútbol y el segundo jugador argentino que más tantos anotó, solo superado por el ya mencionado Lionel Messi, en sus tres participaciones (1994,1998 y 2002). Es considerado por muchos uno de los mejores jugadores que ha vestido la albiceleste y, además, es el único futbolista en la historia en lograr marcar un triplete en dos mundiales distintos. 
Tras su retiro, se desempeñó como jugador de Polo en el equipo Loro Piana. En la tercera etapa del Argentina Polo Tour Patio Bullrich 2009, alcanzó su primer título como jugador de polo, la copa Stella Artois, jugando para el equipo de Tom Tailor.

## Vida personal
Nació en Avellaneda, Provincia de Santa Fe. Sus padres son Gloria, integrante de las Damas Voluntarias de Reconquista, y Omar, un empresario agropecuario en esa ciudad santafesina.
Contrajo matrimonio con Irina el 28 de enero de 1990, y más tarde se trasladaron a Florencia donde nacieron los hijos más grandes y posteriormente se mudaron a Roma. Tuvieron cuatro hijos, Thiago, Lucas, Joaquín y Shamel.

## Trayectoria

### Argentina
Tras militar en Newell's Old Boys, club con el que debutó en la Primera División de Argentina y en el que permaneció durante una temporada (1988-1989). Debutó el 18 de septiembre de 1988, en un partido que su equipo jugó ante San Martín, en la ciudad de Tucumán.
Mientras estaba en Newell's, en enero de 1989 fue cedido a préstamo al Club Sportivo Italiano para jugar en Italia, entre el 25 de enero al 6 de febrero, la 41 edición de la Copa Carnevale que se disputó en la ciudad de Viareggio. En 1989, fichó por River Plate, club donde ganó su segundo título oficial en Argentina bajo la dirección técnica de Daniel Passarella.
Para al año siguiente fue contratado por Boca Juniors cuyos colores defendió hasta 1991, donde formó una dupla de ataque temible junto a Diego Latorre. Ambos lograron el Torneo Clausura 1991 (segunda ronda del campeonato 1990/91) en forma invicta y dirigidos por el maestro Tabárez, perdiendo luego la final de la temporada contra el equipo que se adjudicó la primera ronda, Newell's Old Boys, ganador del Apertura 1990. Boca terminó perdiendo el título en los penales como local, después de empatar 1 a 1 en el global de los dos partidos disputados para dirimir al campeón de la temporada. En esa final, no participó Batistuta, por estar en la nómina de la selección nacional por la Copa América de ese año, al igual que su compañero Diego Latorre.

### Italia

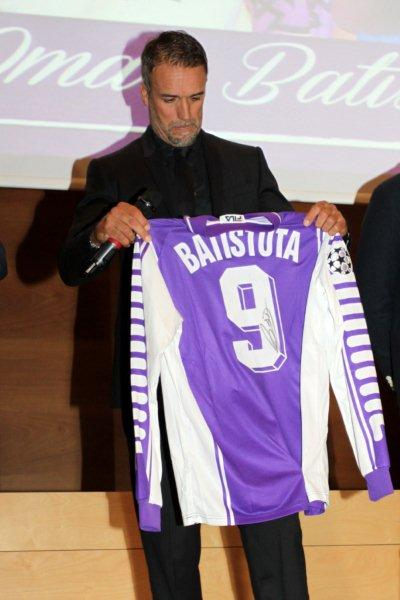
Por su desempeño en el club, Batistuta ingresó al Salón de la Fama de la Fiorentina en 2014.

Tras el Campeonato 1990/91 se marchó a Europa, fichando por la Fiorentina de la Serie A del fútbol italiano. Pese a la dureza de este campeonato, Batistuta ratificó pronto su condición de extraordinario rematador, convirtiéndose en uno de los máximos goleadores extranjeros de todos los tiempos de dicha competición. Con la Fiorentina, ganó la Copa y la Supercopa italiana en 1996 y fue capocannoniere (máximo goleador) con 26 goles en la temporada 1994/95, en cuyo transcurso llegó a marcar durante 11 partidos consecutivos. Estuvo a un paso de firmar por el FC Barcelona en la campaña 1997-1998, sin embargo, el entrenador culé de aquella época, Louis van Gaal, prefirió contar con los servicios del brasileño Sonny Anderson.
Finalizada la campaña 1999-2000, abandonó la Fiore y fichó por la Roma, que hizo un importante desembolso económico para contar con él. Con este equipo, su palmarés se incrementó en 2001 gracias a la conquista de la Serie A y de la Supercopa de Italia. En enero de 2003, fue cedido por esta entidad al Inter de Milán hasta la finalización de aquella temporada (2002-2003).

### Catar y retiro
Concluida la temporada en Italia, en junio de 2003 se comprometió con el Al-Arabi de la Liga de Catar. Luego de su experiencia en Oriente Medio, en diciembre de 2004 estuvo cerca de volver a Boca Juniors, donde deseaba jugar su última temporada como profesional. Sin embargo, las crónicas lesiones en sus tobillos y el gran momento del goleador histórico de Boca Juniors, Martín Palermo, hicieron que ese deseo no prosperara. Estuvo muy cerca de firmar para otro equipo de Argentina, San Lorenzo, pero el acuerdo nunca prosperó, más allá de las ganas de Batistuta de volver al fútbol argentino. Finalmente, anunció su retiro como futbolista profesional en marzo de 2005.

### Resumen estadístico
Según la IFFHS, Batistuta anotó 249 goles en 444 partidos jugados en las ligas de Argentina, Italia y Catar. Sin embargo, contando con las copas internacionales, selección nacional y otros encuentros como futbolista profesional ha jugado 632 partidos y convertido 355 goles: 8 en Newell's, 4 en River Plate, 19 en Boca Juniors, 207 en Fiorentina, 33 en Roma, 2 en Inter de Milán, 26 en el Al-Arabi y 56 en la Selección Argentina.

### Lesiones articulares
Batistuta sufrió mucho por lesiones articulares, especialmente en sus rodillas. Estas lesiones se agravaron al poco tiempo de su retiro, lo que lo obligó a realizarse diversos tratamientos para sobrellevar el desgaste de los cartílagos que le causaron mucho dolor y lo obligaron a tratarse de por vida. Tras sufrir terribles dolores a consecuencia de una lesión que padecía en los rodillas, Batistuta asegura haber llegado a pedirle a su médico que le cortara las piernas y se las reemplazara con prótesis. Años después, el ex-goleador se sometió a operaciones para alivianar el dolor en ambos tobillos, incluyendo soldándose el derecho.

## Selección nacional
Su debut con la Selección Argentina fue en un partido amistoso contra Brasil el 27 de junio de 1991, siendo convocado por el entrenador Alfio Basile en preparación para la Copa América 1991. En su primer partido en dicha competencia, el 8 de julio, anotó su primer gol para el seleccionado argentino, y terminaron siendo dos durante el encuentro, ambos marcados a la selección de Venezuela. El equipo argentino se consagró campeón y Batistuta máximo goleador del torneo con 6 tantos.
En el año 1992 participó en la Copa Kirin donde ganó el torneo y anotó dos goles. Meses después participó en la Copa FIFA Confederaciones 1992, fue el goleador con dos tantos y el conjunto argentino ganó la competencia en su primera edición. En la Copa América 1993 marcó tan solo tres goles, sin embargo dos de ellos fueron en la decisiva final jugada contra México. Con una victoria final de 2-1 el equipo argentino logró el bicampeonato.
En las eliminatorias a la Copa Mundial de 1994 participó en cinco encuentros y anotó dos goles. La Selección Argentina tenía la clasificación comprometida al mundial de Estados Unidos, ya que en la última fecha se enfrentaba a Colombia y la selección cafetera llegaba con 8 puntos mientras Argentina, con 7 puntos, debía ganar el partido para asistir a la cita mundialista, pero debido a una histórica derrota infligida por Colombia 0-5, jugando de local, el equipo no logró el primer puesto en el grupo y su respectiva clasificación. Esto derivó en jugar un repechaje con Australia. Luego de un empate 1-1 en el primer encuentro jugado en Sídney, en el partido revancha, en Buenos Aires, Batistuta sacó a relucir su capacidad goleadora para anotar en las competencias definitorias y con su gol aseguró la clasificación al mundial con una victoria final de 1-0.
En la Copa Mundial de Fútbol de 1994 anotaría cuatro goles, el comienzo fue muy prometedor ya que en el primer encuentro jugado contra Grecia anotó tres goles para una victoria final de 4-0. Sin embargo, luego de pasar a octavos de final la moral del equipo fue afectada seriamente por la suspensión por dopaje de Diego Maradona, Argentina es derrotada y eliminada por Rumania. Batistuta marcó un gol en dicho encuentro.
Luego del fracaso en el Mundial de 1994 que derivó en el final de la era Basile, se contrató a Daniel Passarella como nuevo técnico, quién convocó a Batistuta para disputar la Copa FIFA Confederaciones 1995, donde iba a anotar dos goles en la final que su seleccionado perdió contra Dinamarca. Participó en la Copa América 1995 donde anotó cuatro goles con los que se consagró goleador del torneo, a pesar de que el combinado argentino fue eliminado en cuartos de final por penales a manos de Brasil.
En las eliminatorias a la Copa Mundial de Francia 1998 jugó siete partidos y anotó tres goles, uno de ellos se destacó por sobre todos los de su carrera, fue el marcado a Paraguay el 1 de septiembre de 1996, este tanto, el número 35 de su carrera hasta ese momento, superó a Diego Maradona con 34 tantos como el máximo anotador de la historia de la Selección Argentina.
En la Copa Mundial de Fútbol de 1998 anotó cinco tantos. En el primer encuentro, jugado contra Japón, anotó el único gol para la victoria argentina. Después, en el triunfo de 5-0 a Jamaica anotó tres, con los cuales igualó a Diego Maradona y a Guillermo Stábile, con ocho goles cada uno, como máximos goleadores argentinos de la historia de los mundiales. En octavos de final se enfrentó a Inglaterra y marcó otro gol, de penal, con el que alcanzó posicionarse definitivamente como goleador absoluto de Argentina en mundiales. La albiceleste ganó el encuentro 4 a 3 en tanda de penales y pasó a cuartos de final, donde perdió en los últimos instantes del partido contra Holanda, cuando Batistuta minutos antes había estrellado un remate en el poste.
En la era de Marcelo Bielsa su presencia en el seleccionado fue marcada por varios problemas de lesiones continuas que le impidieron participar en muchos encuentros. En las Eliminatorias de la Copa Mundial Corea-Japón 2002 jugó apenas en cinco partidos donde anotó cinco goles. En la Copa Mundial de Fútbol de 2002 la Argentina era uno de los máximos candidatos a ganar el mundial debido a la espectacular campaña previa en las eliminatorias y en los encuentros amistosos. Sin embargo, la argentina integró el denominado “grupo de la muerte” y quedó eliminada en primera ronda. Batistuta marcó un gol en el debut ante Nigeria. Después de finalizada la competencia se retiró del seleccionado nacional.

### Participaciones en Clasificatorias a Copas del Mundo
| Eliminatorias                     | País                         | Resultado                    | Posición                     | PJ | Goles | Promedio |
| --------------------------------- | ---------------------------- | ---------------------------- | ---------------------------- | -- | ----- | -------- |
| Eliminatorias Estados Unidos 1994 | Estados Unidos               | Clasificado                  | 2.º                          | 7  | 3     | 0,42     |
| Eliminatorias Francia 1998        | Francia                      | Clasificado                  | 1.º                          | 7  | 3     | 0,42     |
| Eliminatorias Corea y Japón 2002  | Corea del Sur y Japón        | Clasificado                  | 1.º                          | 5  | 5     | 1,00     |
| Total en fases eliminatorias      | Total en fases eliminatorias | Total en fases eliminatorias | Total en fases eliminatorias | 19 | 11    | 0,51     |

### Participaciones en Copas del Mundo
| Mundial           | Sede                  | Resultado        | Partidos | Goles | Promedio |
| ----------------- | --------------------- | ---------------- | -------- | ----- | -------- |
| Copa Mundial 1994 | Estados Unidos        | Octavos de final | 4        | 4     | 1,00     |
| Copa Mundial 1998 | Francia               | Cuartos de final | 5        | 5     | 1,00     |
| Copa Mundial 2002 | Corea del Sur y Japón | Primera fase     | 3        | 1     | 0,33     |
| Total             | Total                 | Total            | 12       | 10    | 0,83     |

### Participaciones en Copas América
| Copa              | Sede    | Resultado        | Partidos | Goles | Promedio |
| ----------------- | ------- | ---------------- | -------- | ----- | -------- |
| Copa América 1991 | Chile   | Campeón          | 6        | 6     | 1,00     |
| Copa América 1993 | Ecuador | Campeón          | 6        | 3     | 0,50     |
| Copa América 1995 | Uruguay | Cuartos de final | 4        | 4     | 1,00     |
| Total             | Total   | Total            | 16       | 13    | 0,81     |

### Participaciones en Copas Confederaciones
| Copa                      | Sede           | Resultado  | Partidos | Goles | Promedio |
| ------------------------- | -------------- | ---------- | -------- | ----- | -------- |
| Copa Confederaciones 1992 | Arabia Saudita | Campeón    | 2        | 2     | 1,00     |
| Copa Confederaciones 1995 | Arabia Saudita | Subcampeón | 3        | 2     | 0,67     |
| Total                     | Total          | Total      | 5        | 4     | 0,80     |

### Participaciones en Copas Campeones Conmebol-UEFA
| Copa                      | Sede      | Resultado | Partidos | Goles | Promedio |
| ------------------------- | --------- | --------- | -------- | ----- | -------- |
| Copa Artemio Franchi 1993 | Argentina | Campeón   | 1        | 0     | 0        |
| Total                     | Total     | Total     | 0        | 0     | 0        |

### Selección
| \| Fecha \| Ciudad \| Local \| Resultado \| Visitante \| Competencia \| Goles \| \| ---------- \| ----------------- \| -------------- \| ----------- \| -------------------- \| ----------------------------- \| ----- \| \| 27-06-1991 \| Curitiba \| Brasil \| 1:1 \| Argentina \| Amistoso \| 0 \| \| 08-07-1991 \| Santiago de Chile \| Argentina \| 3:0 \| Venezuela \| Copa América 1991 \| 2 \| \| 10-07-1991 \| Santiago de Chile \| Chile \| 0:1 \| Argentina \| Copa América 1991 \| 1 \| \| 12-07-1991 \| Concepción \| Argentina \| 4:1 \| Paraguay \| Copa América 1991 \| 1 \| \| 17-07-1991 \| Santiago \| Argentina \| 3:2 \| Brasil \| Copa América 1991 \| 1 \| \| 19-07-1991 \| Santiago \| Chile \| 0:0 \| Argentina \| Copa América 1991 \| 0 \| \| 21-07-1991 \| Santiago \| Argentina \| 2:1 \| Colombia \| Copa América 1991 \| 1 \| \| 31-05-1992 \| Tokio \| Japón \| 0:1 \| Argentina \| Copa Kirin 1992 \| 1 \| \| 03-06-1992 \| Gifu \| Argentina \| 1:0 \| Gales \| Copa Kirin 1992 \| 1 \| \| 18-06-1992 \| Buenos Aires \| Argentina \| 2:0 \| Australia \| Amistoso \| 2 \| \| 16-10-1992 \| Riad \| Argentina \| 4:0 \| Costa de Marfil \| Copa Rey Fahd 1992 \| 2 \| \| 20-10-1992 \| Riad \| Arabia Saudita \| 1:3 \| Argentina \| Copa Rey Fahd 1992 \| 0 \| \| 18-02-1993 \| Buenos Aires \| Argentina \| 1:1 \| Brasil \| Amistoso \| 0 \| \| 24-02-1993 \| Mar del Plata \| Argentina \| (5) 1:1 (4) \| Dinamarca \| Copa Artemio Franchi 1993 \| 0 \| \| 17-06-1993 \| Guayaquil \| Argentina \| 1:0 \| Bolivia \| Copa América 1993 \| 1 \| \| 20-06-1993 \| Guayaquil \| Argentina \| 1:1 \| México \| Copa América 1993 \| 0 \| \| 23-06-1993 \| Guayaquil \| Colombia \| 1:1 \| Argentina \| Copa América 1993 \| 0 \| \| 27-06-1993 \| Guayaquil \| Brasil \| (5) 1:1 (6) \| Argentina \| Copa América 1993 \| 0 \| \| 01-07-1993 \| Guayaquil \| Colombia \| (5) 1:1 (6) \| Argentina \| Copa América 1993 \| 0 \| \| 04-07-1993 \| Guayaquil \| México \| 1:2 \| Argentina \| Copa América 1993 \| 2 \| \| 01-08-1993 \| Lima \| Perú \| 0:1 \| Argentina \| Clasificación para la CM 1994 \| 1 \| \| 08-08-1993 \| Asunción \| Paraguay \| 1:3 \| Argentina \| Clasificación para la CM 1994 \| 0 \| \| 22-08-1993 \| Buenos Aires \| Argentina \| 2:1 \| Perú \| Clasificación para la CM 1994 \| 1 \| \| 29-08-1993 \| Buenos Aires \| Argentina \| 0:0 \| Paraguay \| Clasificación para la CM 1994 \| 0 \| \| 05-09-1993 \| Buenos Aires \| Argentina \| 0:5 \| Colombia \| Clasificación para la CM 1994 \| 0 \| \| 31-10-1993 \| Sídney \| Australia \| 1:1 \| Argentina \| Clasificación para la CM 1994 \| 0 \| \| 17-11-1993 \| Buenos Aires \| Argentina \| 1:0 \| Australia \| Clasificación para la CM 1994 \| 1 \| \| 23-03-1994 \| Recife \| Brasil \| 2:0 \| Argentina \| Amistoso \| 0 \| \| 20-04-1994 \| Salta \| Argentina \| 3:1 \| Marruecos \| Amistoso \| 0 \| \| 18-05-1994 \| Santiago \| Chile \| 3:3 \| Argentina \| Amistoso \| 0 \| \| 25-05-1994 \| Guayaquil \| Ecuador \| 1:0 \| Argentina \| Amistoso \| 0 \| \| 31-05-1994 \| Tel Aviv \| Israel \| 0:3 \| Argentina \| Amistoso \| 2 \| \| 04-06-1994 \| Zagreb \| Croacia \| 0:0 \| Argentina \| Amistoso \| 0 \| \| 21-06-1994 \| Boston \| Argentina \| 4:0 \| Grecia \| Copa Mundial de 1994 \| 3 \| \| 25-06-1994 \| Boston \| Argentina \| 2:1 \| Nigeria \| Copa Mundial de 1994 \| 0 \| \| 30-06-1994 \| Dallas \| Argentina \| 0:2 \| Bulgaria \| Copa Mundial de 1994 \| 0 \| \| 03-07-1994 \| Pasadena \| Rumania \| 3:2 \| Argentina \| Copa Mundial de 1994 \| 1 \| \| 08-01-1995 \| Riad \| Japón \| 1:5 \| Argentina \| Copa Rey Fahd 1995 \| 2 \| \| 10-01-1995 \| Riad \| Nigeria \| 0:0 \| Argentina \| Copa Rey Fahd 1995 \| 0 \| \| 13-01-1995 \| Riad \| Dinamarca \| 2:0 \| Argentina \| Copa Rey Fahd 1995 \| 0 \| \| 22-06-1995 \| Mendoza \| Argentina \| 6:0 \| Eslovaquia \| Amistoso \| 2 \| \| 30-06-1995 \| Quilmes \| Argentina \| 2:0 \| Australia \| Amistoso \| 1 \| \| 08-07-1995 \| Paysandú \| Argentina \| 2:1 \| Bolivia \| Copa América 1995 \| 1 \| \| 11-07-1995 \| Paysandú \| Argentina \| 4:0 \| Chile \| Copa América 1995 \| 2 \| \| 14-07-1995 \| Paysandú \| Estados Unidos \| 3:0 \| Argentina \| Copa América 1995 \| 0 \| \| 17-07-1995 \| Rivera \| Brasil \| (4) 2:2 (2) \| Argentina \| Copa América 1995 \| 1 \| \| 20-09-1995 \| Madrid \| España \| 2:1 \| Argentina \| Amistoso \| 0 \| \| 08-11-1995 \| Buenos Aires \| Argentina \| 0:1 \| Brasil \| Amistoso \| 0 \| \| 24-04-1996 \| Buenos Aires \| Argentina \| 3:1 \| Bolivia \| Clasificación para la CM 1998 \| 1 \| \| 02-06-1996 \| Quito \| Ecuador \| 2:0 \| Argentina \| Clasificación para la CM 1998 \| 0 \| \| 01-09-1996 \| Buenos Aires \| Argentina \| 1:1 \| Paraguay \| Clasificación para la CM 1998 \| 1 \| \| 09-10-1996 \| San Cristóbal \| Venezuela \| 2:5 \| Argentina \| Clasificación para la CM 1998 \| 0 \| \| 15-12-1996 \| Buenos Aires \| Argentina \| 1:1 \| Chile \| Clasificación para la CM 1998 \| 1 \| \| 12-01-1997 \| Montevideo \| Uruguay \| 0:0 \| Argentina \| Clasificación para la CM 1998 \| 0 \| \| 16-11-1997 \| Buenos Aires \| Argentina \| 1:1 \| Colombia \| Clasificación para la CM 1998 \| 0 \| \| 10-03-1998 \| Buenos Aires \| Argentina \| 2:0 \| Bulgaria \| Amistoso \| 1 \| \| 15-04-1998 \| Jerusalén \| Israel \| 2:1 \| Argentina \| Amistoso \| 0 \| \| 22-04-1998 \| Dublín \| Irlanda \| 0:2 \| Argentina \| Amistoso \| 1 \| \| 29-04-1998 \| Río de Janeiro \| Brasil \| 0:1 \| Argentina \| Amistoso \| 0 \| \| 14-05-1998 \| Córdoba \| Argentina \| 5:0 \| Bosnia y Herzegovina \| Amistoso \| 3 \| \| 19-05-1998 \| Mendoza \| Argentina \| 1:0 \| Chile \| Amistoso \| 1 \| \| 25-05-1998 \| Buenos Aires \| Argentina \| 2:0 \| Sudáfrica \| Amistoso \| 1 \| \| 14-06-1998 \| Toulouse \| Argentina \| 1:0 \| Japón \| Copa Mundial de 1998 \| 1 \| \| 21-06-1998 \| París \| Argentina \| 5:0 \| Jamaica \| Copa Mundial de 1998 \| 3 \| \| 26-06-1998 \| Burdeos \| Croacia \| 0:1 \| Argentina \| Copa Mundial de 1998 \| 0 \| \| 30-06-1998 \| Saint-Étienne \| Argentina \| (4) 2:2 (3) \| Inglaterra \| Copa Mundial de 1998 \| 1 \| \| 04-07-1998 \| Marsella \| Países Bajos \| 2:1 \| Argentina \| Copa Mundial de 1998 \| 0 \| \| 31-03-1999 \| Ámsterdam \| Países Bajos \| 1:1 \| Argentina \| Amistoso \| 1 \| \| 30-10-1999 \| Córdoba \| Argentina \| 2:1 \| Colombia \| Amistoso \| 1 \| \| 23-02-2000 \| Londres \| Inglaterra \| 0:0 \| Argentina \| Amistoso \| 0 \| \| 29-03-2000 \| Buenos Aires \| Argentina \| 4:1 \| Chile \| Clasificación para la CM 2002 \| 1 \| \| 04-06-2000 \| Buenos Aires \| Argentina \| 1:0 \| Bolivia \| Clasificación para la CM 2002 \| 0 \| \| 29-06-2000 \| Bogotá \| Colombia \| 1:3 \| Argentina \| Clasificación para la CM 2002 \| 2 \| \| 08-10-2000 \| Buenos Aires \| Argentina \| 2:1 \| Uruguay \| Clasificación para la CM 2002 \| 1 \| \| 07-10-2001 \| Asunción \| Paraguay \| 2:2 \| Argentina \| Clasificación para la CM 2002 \| 1 \| \| 02-06-2002 \| Ibaraki \| Argentina \| 1:0 \| Nigeria \| Copa Mundial de 2002 \| 1 \| \| 07-06-2002 \| Sapporo \| Argentina \| 0:1 \| Inglaterra \| Copa Mundial de 2002 \| 0 \| \| 12-06-2002 \| Miyagi \| Suecia \| 1:1 \| Argentina \| Copa Mundial de 2002 \| 0 \| \| Total \| \| Presencias \| 78 \| \| Goles \| 56 \| |                   |                |             |                      |                               |       |
| Fecha | Ciudad            | Local          | Resultado   | Visitante            | Competencia                   | Goles |
| 27-06-1991 | Curitiba          | Brasil         | 1:1         | Argentina            | Amistoso                      | 0     |
| 08-07-1991 | Santiago de Chile | Argentina      | 3:0         | Venezuela            | Copa América 1991             | 2     |
| 10-07-1991 | Santiago de Chile | Chile          | 0:1         | Argentina            | Copa América 1991             | 1     |
| 12-07-1991 | Concepción        | Argentina      | 4:1         | Paraguay             | Copa América 1991             | 1     |
| 17-07-1991 | Santiago          | Argentina      | 3:2         | Brasil               | Copa América 1991             | 1     |
| 19-07-1991 | Santiago          | Chile          | 0:0         | Argentina            | Copa América 1991             | 0     |
| 21-07-1991 | Santiago          | Argentina      | 2:1         | Colombia             | Copa América 1991             | 1     |
| 31-05-1992 | Tokio             | Japón          | 0:1         | Argentina            | Copa Kirin 1992               | 1     |
| 03-06-1992 | Gifu              | Argentina      | 1:0         | Gales                | Copa Kirin 1992               | 1     |
| 18-06-1992 | Buenos Aires      | Argentina      | 2:0         | Australia            | Amistoso                      | 2     |
| 16-10-1992 | Riad              | Argentina      | 4:0         | Costa de Marfil      | Copa Rey Fahd 1992            | 2     |
| 20-10-1992 | Riad              | Arabia Saudita | 1:3         | Argentina            | Copa Rey Fahd 1992            | 0     |
| 18-02-1993 | Buenos Aires      | Argentina      | 1:1         | Brasil               | Amistoso                      | 0     |
| 24-02-1993 | Mar del Plata     | Argentina      | (5) 1:1 (4) | Dinamarca            | Copa Artemio Franchi 1993     | 0     |
| 17-06-1993 | Guayaquil         | Argentina      | 1:0         | Bolivia              | Copa América 1993             | 1     |
| 20-06-1993 | Guayaquil         | Argentina      | 1:1         | México               | Copa América 1993             | 0     |
| 23-06-1993 | Guayaquil         | Colombia       | 1:1         | Argentina            | Copa América 1993             | 0     |
| 27-06-1993 | Guayaquil         | Brasil         | (5) 1:1 (6) | Argentina            | Copa América 1993             | 0     |
| 01-07-1993 | Guayaquil         | Colombia       | (5) 1:1 (6) | Argentina            | Copa América 1993             | 0     |
| 04-07-1993 | Guayaquil         | México         | 1:2         | Argentina            | Copa América 1993             | 2     |
| 01-08-1993 | Lima              | Perú           | 0:1         | Argentina            | Clasificación para la CM 1994 | 1     |
| 08-08-1993 | Asunción          | Paraguay       | 1:3         | Argentina            | Clasificación para la CM 1994 | 0     |
| 22-08-1993 | Buenos Aires      | Argentina      | 2:1         | Perú                 | Clasificación para la CM 1994 | 1     |
| 29-08-1993 | Buenos Aires      | Argentina      | 0:0         | Paraguay             | Clasificación para la CM 1994 | 0     |
| 05-09-1993 | Buenos Aires      | Argentina      | 0:5         | Colombia             | Clasificación para la CM 1994 | 0     |
| 31-10-1993 | Sídney            | Australia      | 1:1         | Argentina            | Clasificación para la CM 1994 | 0     |
| 17-11-1993 | Buenos Aires      | Argentina      | 1:0         | Australia            | Clasificación para la CM 1994 | 1     |
| 23-03-1994 | Recife            | Brasil         | 2:0         | Argentina            | Amistoso                      | 0     |
| 20-04-1994 | Salta             | Argentina      | 3:1         | Marruecos            | Amistoso                      | 0     |
| 18-05-1994 | Santiago          | Chile          | 3:3         | Argentina            | Amistoso                      | 0     |
| 25-05-1994 | Guayaquil         | Ecuador        | 1:0         | Argentina            | Amistoso                      | 0     |
| 31-05-1994 | Tel Aviv          | Israel         | 0:3         | Argentina            | Amistoso                      | 2     |
| 04-06-1994 | Zagreb            | Croacia        | 0:0         | Argentina            | Amistoso                      | 0     |
| 21-06-1994 | Boston            | Argentina      | 4:0         | Grecia               | Copa Mundial de 1994          | 3     |
| 25-06-1994 | Boston            | Argentina      | 2:1         | Nigeria              | Copa Mundial de 1994          | 0     |
| 30-06-1994 | Dallas            | Argentina      | 0:2         | Bulgaria             | Copa Mundial de 1994          | 0     |
| 03-07-1994 | Pasadena          | Rumania        | 3:2         | Argentina            | Copa Mundial de 1994          | 1     |
| 08-01-1995 | Riad              | Japón          | 1:5         | Argentina            | Copa Rey Fahd 1995            | 2     |
| 10-01-1995 | Riad              | Nigeria        | 0:0         | Argentina            | Copa Rey Fahd 1995            | 0     |
| 13-01-1995 | Riad              | Dinamarca      | 2:0         | Argentina            | Copa Rey Fahd 1995            | 0     |
| 22-06-1995 | Mendoza           | Argentina      | 6:0         | Eslovaquia           | Amistoso                      | 2     |
| 30-06-1995 | Quilmes           | Argentina      | 2:0         | Australia            | Amistoso                      | 1     |
| 08-07-1995 | Paysandú          | Argentina      | 2:1         | Bolivia              | Copa América 1995             | 1     |
| 11-07-1995 | Paysandú          | Argentina      | 4:0         | Chile                | Copa América 1995             | 2     |
| 14-07-1995 | Paysandú          | Estados Unidos | 3:0         | Argentina            | Copa América 1995             | 0     |
| 17-07-1995 | Rivera            | Brasil         | (4) 2:2 (2) | Argentina            | Copa América 1995             | 1     |
| 20-09-1995 | Madrid            | España         | 2:1         | Argentina            | Amistoso                      | 0     |
| 08-11-1995 | Buenos Aires      | Argentina      | 0:1         | Brasil               | Amistoso                      | 0     |
| 24-04-1996 | Buenos Aires      | Argentina      | 3:1         | Bolivia              | Clasificación para la CM 1998 | 1     |
| 02-06-1996 | Quito             | Ecuador        | 2:0         | Argentina            | Clasificación para la CM 1998 | 0     |
| 01-09-1996 | Buenos Aires      | Argentina      | 1:1         | Paraguay             | Clasificación para la CM 1998 | 1     |
| 09-10-1996 | San Cristóbal     | Venezuela      | 2:5         | Argentina            | Clasificación para la CM 1998 | 0     |
| 15-12-1996 | Buenos Aires      | Argentina      | 1:1         | Chile                | Clasificación para la CM 1998 | 1     |
| 12-01-1997 | Montevideo        | Uruguay        | 0:0         | Argentina            | Clasificación para la CM 1998 | 0     |
| 16-11-1997 | Buenos Aires      | Argentina      | 1:1         | Colombia             | Clasificación para la CM 1998 | 0     |
| 10-03-1998 | Buenos Aires      | Argentina      | 2:0         | Bulgaria             | Amistoso                      | 1     |
| 15-04-1998 | Jerusalén         | Israel         | 2:1         | Argentina            | Amistoso                      | 0     |
| 22-04-1998 | Dublín            | Irlanda        | 0:2         | Argentina            | Amistoso                      | 1     |
| 29-04-1998 | Río de Janeiro    | Brasil         | 0:1         | Argentina            | Amistoso                      | 0     |
| 14-05-1998 | Córdoba           | Argentina      | 5:0         | Bosnia y Herzegovina | Amistoso                      | 3     |
| 19-05-1998 | Mendoza           | Argentina      | 1:0         | Chile                | Amistoso                      | 1     |
| 25-05-1998 | Buenos Aires      | Argentina      | 2:0         | Sudáfrica            | Amistoso                      | 1     |
| 14-06-1998 | Toulouse          | Argentina      | 1:0         | Japón                | Copa Mundial de 1998          | 1     |
| 21-06-1998 | París             | Argentina      | 5:0         | Jamaica              | Copa Mundial de 1998          | 3     |
| 26-06-1998 | Burdeos           | Croacia        | 0:1         | Argentina            | Copa Mundial de 1998          | 0     |
| 30-06-1998 | Saint-Étienne     | Argentina      | (4) 2:2 (3) | Inglaterra           | Copa Mundial de 1998          | 1     |
| 04-07-1998 | Marsella          | Países Bajos   | 2:1         | Argentina            | Copa Mundial de 1998          | 0     |
| 31-03-1999 | Ámsterdam         | Países Bajos   | 1:1         | Argentina            | Amistoso                      | 1     |
| 30-10-1999 | Córdoba           | Argentina      | 2:1         | Colombia             | Amistoso                      | 1     |
| 23-02-2000 | Londres           | Inglaterra     | 0:0         | Argentina            | Amistoso                      | 0     |
| 29-03-2000 | Buenos Aires      | Argentina      | 4:1         | Chile                | Clasificación para la CM 2002 | 1     |
| 04-06-2000 | Buenos Aires      | Argentina      | 1:0         | Bolivia              | Clasificación para la CM 2002 | 0     |
| 29-06-2000 | Bogotá            | Colombia       | 1:3         | Argentina            | Clasificación para la CM 2002 | 2     |
| 08-10-2000 | Buenos Aires      | Argentina      | 2:1         | Uruguay              | Clasificación para la CM 2002 | 1     |
| 07-10-2001 | Asunción          | Paraguay       | 2:2         | Argentina            | Clasificación para la CM 2002 | 1     |
| 02-06-2002 | Ibaraki           | Argentina      | 1:0         | Nigeria              | Copa Mundial de 2002          | 1     |
| 07-06-2002 | Sapporo           | Argentina      | 0:1         | Inglaterra           | Copa Mundial de 2002          | 0     |
| 12-06-2002 | Miyagi            | Suecia         | 1:1         | Argentina            | Copa Mundial de 2002          | 0     |
| Total |                   | Presencias     | 78          |                      | Goles                         | 56    |

### Trayectoria como comentarista
Se desempeñó en 2016 junto a Mariano Closs y Diego Latorre en Fox Sports como comentarista de los partidos de la UEFA Champions League. Fue su primera experiencia profesional en medios de comunicación.

## Estadísticas

### Clubes
Actualizado al último partido jugado el 30 de diciembre de 2004.
| C. A. Newell’s Old Boys Argentina | 1.ª           | 1988-89       | 24  | 7   | —  | —  | 4  | 1  | 28  | 8   | 0.29 |
| C. A. Newell’s Old Boys Argentina | Total club    | Total club    | 24  | 7   | 0  | 0  | 4  | 1  | 28  | 8   | 0.29 |
| C. A. River Plate Argentina       | 1.ª           | 1989-90       | 21  | 4   | —  | —  | 3  | 0  | 24  | 4   | 0.17 |
| C. A. River Plate Argentina       | Total club    | Total club    | 21  | 4   | 0  | 0  | 3  | 0  | 24  | 4   | 0.17 |
| C. A. Boca Juniors Argentina      | 1.ª           | 1990-91       | 34  | 13  | —  | —  | 13 | 6  | 47  | 19  | 0.4  |
| C. A. Boca Juniors Argentina      | Total club    | Total club    | 34  | 13  | 0  | 0  | 13 | 6  | 47  | 19  | 0.4  |
| A. C. F. Fiorentina · Italia      | 1.ª           | 1991-92       | 27  | 13  | 3  | 1  | —  | —  | 30  | 14  | 0.47 |
| A. C. F. Fiorentina · Italia      | 1.ª           | 1992-93       | 32  | 16  | 3  | 3  | —  | —  | 35  | 19  | 0.54 |
| A. C. F. Fiorentina · Italia      | 2.ª           | 1993-94       | 26  | 16  | 3  | 3  | 2  | 2  | 31  | 21  | 0.68 |
| A. C. F. Fiorentina · Italia      | 1.ª           | 1994-95       | 32  | 26  | 5  | 2  | —  | —  | 37  | 28  | 0.76 |
| A. C. F. Fiorentina · Italia      | 1.ª           | 1995-96       | 31  | 19  | 8  | 8  | —  | —  | 39  | 27  | 0.69 |
| A. C. F. Fiorentina · Italia      | 1.ª           | 1996-97       | 32  | 13  | 2  | 2  | 7  | 4  | 41  | 19  | 0.46 |
| A. C. F. Fiorentina · Italia      | 1.ª           | 1997-98       | 31  | 21  | 5  | 3  | —  | —  | 36  | 24  | 0.67 |
| A. C. F. Fiorentina · Italia      | 1.ª           | 1998-99       | 28  | 21  | 9  | 4  | 4  | 1  | 41  | 26  | 0.63 |
| A. C. F. Fiorentina · Italia      | 1.ª           | 1999-00       | 30  | 23  | 2  | 0  | 11 | 6  | 43  | 29  | 0.67 |
| A. C. F. Fiorentina · Italia      | Total club    | Total club    | 269 | 168 | 40 | 26 | 24 | 13 | 333 | 207 | 0.62 |
| A. S. Roma · Italia               | 1.ª           | 2000-01       | 28  | 20  | —  | —  | 4  | 1  | 32  | 21  | 0.66 |
| A. S. Roma · Italia               | 1.ª           | 2001-02       | 23  | 6   | 1  | 0  | 11 | 0  | 35  | 6   | 0.17 |
| A. S. Roma · Italia               | 1.ª           | 2002-03       | 12  | 4   | 2  | 1  | 6  | 1  | 20  | 6   | 0.3  |
| A. S. Roma · Italia               | Total club    | Total club    | 63  | 30  | 3  | 1  | 21 | 2  | 87  | 33  | 0.38 |
| Inter de Milán · Italia           | 1.ª           | 2002-03       | 12  | 2   | —  | —  | —  | —  | 12  | 2   | 0.17 |
| Inter de Milán · Italia           | Total club    | Total club    | 12  | 2   | 0  | 0  | 0  | 0  | 12  | 2   | 0.17 |
| Al-Arabi Catar                    | 1.ª           | 2003-04       | 18  | 22  | 2  | 1  | —  | —  | 21  | 24  | 1.14 |
| Al-Arabi Catar                    | 1.ª           | 2004-05       | 3   | 2   | —  | —  | —  | —  | 3   | 3   | 1.00 |
| Al-Arabi Catar                    | Total club    | Total club    | 21  | 25  | 2  | 1  | 0  | 0  | 24  | 27  | 1.12 |
| Total carrera                     | Total carrera | Total carrera | 444 | 249 | 45 | 28 | 65 | 22 | 555 | 300 | 0.54 |
| 1. 2. 3.                          |               |               |     |     |    |    |    |    |     |     |      |

### Selección
| Absoluta Argentina | 1991          | 1  | 0  | 6  | 6  | —  | —  | 7  | 6  | 0.86 |
| Absoluta Argentina | 1992          | 3  | 4  | —  | —  | 2  | 2  | 5  | 6  | 1.2  |
| Absoluta Argentina | 1993          | 1  | 0  | 13 | 6  | 1  | 0  | 15 | 6  | 0.4  |
| Absoluta Argentina | 1994          | 6  | 2  | —  | —  | 4  | 4  | 10 | 6  | 0.6  |
| Absoluta Argentina | 1995          | 4  | 3  | 4  | 4  | 3  | 2  | 11 | 9  | 0.82 |
| Absoluta Argentina | 1996          | —  | —  | 5  | 3  | —  | —  | 5  | 3  | 0.6  |
| Absoluta Argentina | 1997          | —  | —  | 2  | 0  | —  | —  | 2  | 0  | 0    |
| Absoluta Argentina | 1998          | 7  | 7  | —  | —  | 5  | 5  | 12 | 12 | 1    |
| Absoluta Argentina | 1999          | 2  | 2  | —  | —  | —  | —  | 2  | 2  | 1    |
| Absoluta Argentina | 2000          | 1  | 0  | 4  | 4  | —  | —  | 5  | 4  | 0.8  |
| Absoluta Argentina | 2001          | —  | —  | 1  | 1  | —  | —  | 1  | 1  | 1    |
| Absoluta Argentina | 2002          | —  | —  | —  | —  | 3  | 1  | 3  | 1  | 0.33 |
| Absoluta Argentina | Total         | 25 | 18 | 35 | 24 | 18 | 14 | 78 | 56 | 0.72 |
| Total carrera      | Total carrera | 25 | 18 | 35 | 24 | 18 | 14 | 78 | 56 | 0.72 |
| 1. 2.              |               |    |    |    |    |    |    |    |    |      |

### Resumen estadístico
| Competición           | Partidos | Goles | Promedio |
| --------------------- | -------- | ----- | -------- |
| Primera División      | 418      | 233   | 0.56     |
| Segunda División      | 26       | 16    | 0.62     |
| Copas nacionales      | 45       | 28    | 0.62     |
| Copas internacionales | 65       | 22    | 0.34     |
| Selección absoluta    | 78       | 56    | 0.72     |
| Total                 | 632      | 355   | 0.56     |

### Hat-tricks
| 1  | 2 de mayo de 1991        | La Bombonera, Buenos Aires | Boca Juniors - Racing Club       |  | 6 - 1 | Primera División de Argentina 1990-91 |
| 2  | 9 de febrero de 1992     | Pino Zaccheria, Foggia     | Foggia Calcio - ACF Fiorentina   |  | 3 - 3 | Serie A 1991-92                       |
| 3  | 10 de octubre de 1993    | Artemio Franchi, Florencia | ACF Fiorentina - AC Pisa 1909    |  | 4 - 1 | Serie B 1993-94                       |
| 4  | 21 de junio de 1994      | Foxboro Stadium, Boston    | Argentina - Grecia               |  | 4 - 0 | Copa Mundial de Fútbol de 1994        |
| 5  | 15 de febrero de 1996    | Artemio Franchi, Florencia | ACF Fiorentina - Inter de Milán  |  | 3 - 1 | Copa Italia 1995-96                   |
| 6  | 31 de agosto de 1997     | Friuli, Údine              | Udinese Calcio - ACF Fiorentina  |  | 2 - 3 | Serie A 1997-98                       |
| 7  | 14 de mayo de 1998       | Olímpico Córdoba, Córdoba  | Argentina - Bosnia y Herzegovina |  | 5 - 0 | Amistoso                              |
| 8  | 21 de junio de 1998      | Parc des Princes, París    | Argentina - Jamaica              |  | 5 - 0 | Copa Mundial de Fútbol de 1998        |
| 9  | 26 de septiembre de 1998 | San Siro, Milán            | AC Milan - ACF Fiorentina        |  | 1 - 3 | Serie A 1998-99                       |
| 10 | 17 de enero de 1999      | Artemio Franchi, Florencia | ACF Fiorentina - Cagliari Calcio |  | 4 - 2 | Serie A 1998-99                       |
| 11 | 19 de septiembre de 1999 | Artemio Franchi, Florencia | ACF Fiorentina - Hellas Verona   |  | 4 - 1 | Serie A 1999-00                       |
| 12 | 14 de mayo de 2000       | Artemio Franchi, Florencia | ACF Fiorentina - Venezia FC      |  | 3 - 0 | Serie A 1999-00                       |
| 13 | 5 de noviembre de 2000   | Mario Rigamonti, Brescia   | Brescia Calcio - AS Roma         |  | 2 - 4 | Serie A 2000-01                       |
| 14 | 29 de enero de 2004      | Ahmed bin Ali, Al-Rayyan   | Al-Sailiya - Al-Arabi SC         |  | 0 - 6 | Stars League de Catar 2003-04         |
| 15 | 6 de marzo de 2004       | Grand Hamad, Doha          | Al-Arabi SC - Al-Wakrah          |  | 4 - 0 | Stars League de Catar 2003-04         |
| 16 | 12 de marzo de 2004      | Grand Hamad, Doha          | Al-Arabi SC - Al-Rayyan SC       |  | 3 - 5 | Stars League de Catar 2003-04         |

## Palmarés

### Campeonatos nacionales
| Título              | Equipo              | País      | Año     |
| ------------------- | ------------------- | --------- | ------- |
| Primera División    | River Plate         | Argentina | 1989-90 |
| Serie B             | A. C. F. Fiorentina | Italia    | 1993-94 |
| Copa Italia         | A. C. F. Fiorentina | Italia    | 1995-96 |
| Supercopa de Italia | A. C. F. Fiorentina | Italia    | 1996    |
| Serie A             | A. S. Roma          | Italia    | 2000-01 |
| Supercopa de Italia | A. S. Roma          | Italia    | 2001    |

### Campeonatos internacionales
| Título                          | Equipo                 | Sede           | Año  |
| ------------------------------- | ---------------------- | -------------- | ---- |
| Copa América                    | Selección de Argentina | Chile          | 1991 |
| Copa Confederaciones            | Selección de Argentina | Arabia Saudita | 1992 |
| Copa de Campeones Conmebol-UEFA | Selección de Argentina | Argentina      | 1993 |
| Copa América                    | Selección de Argentina | Ecuador        | 1993 |

### Distinciones individuales
| Distinción                                           | Año        |
| ---------------------------------------------------- | ---------- |
| Máximo goleador de la Copa América                   | 1991, 1995 |
| Máximo goleador de la Copa Confederaciones           | 1992       |
| Máximo goleador de la Serie A                        | 1995       |
| Máximo goleador de la Copa Italia                    | 1996       |
| Bota de Plata de la Copa Mundial de Fútbol           | 1998       |
| Futbolista Argentino del Año                         | 1998       |
| Parte del Equipo del Año de la European Sports Media | 1999       |
| Futbolista Extranjero del Año en la Serie A          | 1999       |
| Máximo goleador de la Liga de fútbol de Catar        | 2004       |
| FIFA 100                                             | 2004       |
| Miembro del Salón de la Fama del fútbol italiano     | 2013       |
| Miembro del Salón de la Fama del Fútbol              | 2019       |

## Filmografía
- Reportaje Movistar+ (11/04/2016), «Fiebre Maldini: 'Gabriel Batistuta'» Archivado el 13 de mayo de 2016 en Wayback Machine. en Plus.es